# Shola Ameobi
Foluwashola "Shola" Ameobi (Zaria, 12 de octubre de 1981) es un futbolista profesional nigeriano que juega como delantero de Notts County y en la Selección de fútbol de Nigeria. Nació en Nigeria pero creció en Newcastle, también jugó por la Selección Sub-21 de Inglaterra.
Es el mayor de tres hermanos futbolistas Tomi y Sammy. A pesar de no ser uno de los goleadores más prolíficos del Newcastle en los últimos tiempos, es habitual que marque goles cruciales, habiéndose convertido en uno de los favoritos de la hinchada del equipo, habiéndose ganado el sobrenombre de "Goala Ameobi".

## Primeros años
Nacido en Zaria, Nigeria, Ameobi se mudó a Newcastle, a los 5 años. Como promesa fue descubierto mientras asistía a la Walker Central Boys Club, luego de lo cual fue invitado para asistir a la Academia del Newcastle United.

## Carrera profesional
Ameobi firmó un precontrato con el Newcastle el 1 de julio de 1997. Hizo su debut en la reserva del equipo el 11 de octubre de 1998 contra el Sunderland. Debutó en el primer equipo dos años más tarde el 9 de septiembre del 2000, en un partido de locales ante el Chelsea. Jugó 22 partidos para el Newcastle en dicha temporada, en lugar de los lesionados Alan Shearer y Carl Cort.
La temporada 2002-03 de la UEFA Champions League vio a un Ameobi con unas actuaciones muy finas, incluyendo un gol en el triunfo por 3-1 sobre el FC Barcelona en el Camp Nou así como dos anotaciones en la victoria 3-1 ante el Bayer Leverkusen.
Su juego errático ha sido objeto de algunas críticas en el pasado y aunque nunca había sido señalado como un gran goleador, estuvo muchos partidos sentado en la banca como suplente. A pesar de las lesiones en las primeras fecha de la temporada 2005-06 de la Premier League, Ameobi se ganó el papel de titular regular, marcando 6 goles en los últimos 12 partidos del Newcastle en la Liga.
En la Copa Intertoto de la UEFA 2006 Ameobi marcó en dos ocasiones en el partido que ganaron 3-0 al Lillestrøm SK noruego, llevándolo al segundo lugar del club en la tabla de goleadores del Newcastle en competiciones europeas con 12 goles, solo por detrás de Shearer.
Durante la temporada 2006–07, Ameobi necesitó una operación a la cadera, problema que lo aquejó por dos temporadas. La falta de delanteros en el equipo titular durante las sesiones previas hizo que se pospusiera su cirugía. El problema finalmente obligó a Glenn Roeder a enviar a Ameobi para su cirugía dos meses antes de la ventana de transferencias, siendo el empate sin goles ante el Manchester City su último partido de la temporada. Jugó 13 partidos (tres de ellos como suplente) y marcó cinco goles.
Ameobi y el equipo médico del Newcastle reportaron que su operación en los Estados Unidos fue satisfactoria y que los doctores y el equipo médico trbajarian en su rehabilitación. Se pensó que no podía regresar hasta el inicio de la temporada 2007-2008 de la Premier League, pero progresó rápidamente y regresó faltando tres fechas en la temporada, jugando aproximadamente 30 minutos ante el Reading y haciendo dos cortas apariciones en los partidos restantes.
Como sea, luego no causar una buena impresión al gerente del Newcastle Sam Allardyce, y a Kevin Keegan el 27 de marzo de 2008, con el consentimiento del propio Ameobi, este fue a préstamo al Stoke City hasta el final de la temporada. Según el acuerdo la paga por el préstamo ascendió a £500,000 y una posible transferencia permanente fue también discutida a cambio que el Stoke ascienda. Ameobi debutó con el Stoke en el empate 1-1 ante el Sheffield Wednesday el 29 de marzo. Luego de jugar seis meses sin anotar, Ameobi regresó al Newcastle y el Stoke decidió no contratarlo permanentemente.
El 14 de agosto, el entrenador del Ipswich Town, Jim Magilton, confirmó que el equipo tenía conversaciones con Ameobi y que el club estaba interesado en llegar a un acuerdo final, siempre y cuando Ameobi estuviese dispuesto a jugar en la Football League Championship; sin embargo el 17 de agosto Ameobi salió mal en un chequeo médico y el acuerdo no prosperó.

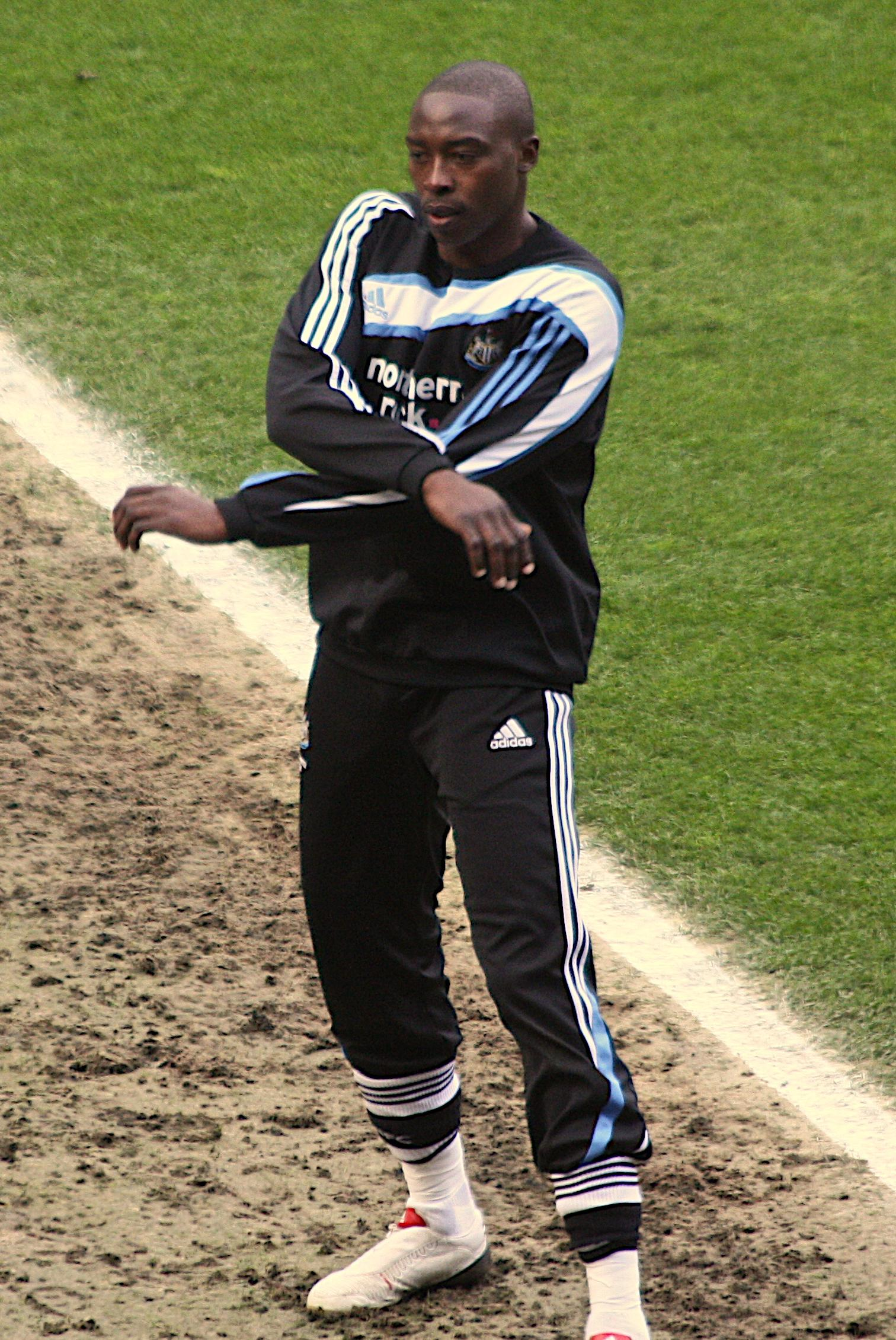
Ameobi calentando en las líneas laterales en el partido contra el Ipswich Town en el 2010.

Debido a las largas lesiones de Mark Viduka y Alan Smith, Michael Owen y Obafemi Martins, Ameobi inició la temporada 2008–09 en el primer equipo. Marcó su primer gol en dos años para el Newcastle en el empate 2–2 en casa frente al Manchester City el 20 de octubre. Luego del partido, el entrenador interino Joe Kinnear elogió a Ameobi, respaldándolo para retomar su carrera. En el siguiente partido de visita marcó un gol en el triunfo por 2-1 sobre el Sunderland el 25 de octubre. Firmó un nuevo contrato con el equipo hasta el 2012.
Marcó de penal su gol 50 para el Newcastle el 1 de febrero de 2009 en el empate 1-1 de visita frente al Sunderland. Anotó su único triplete para el Newcastle en el partido por la temporada 2009-10 de la Football League Championship frente al Reading el 15 de agosto. Los dos primeros goles fueron de cabeza y completó el triplete con un penal, que posicionó en la esquina inferior izquierda. Anotó luego en el triunfo 1–0 sobre el Sheffield Wednesday, marcando cuatro goles en tres partidos, igualando su marca de la temporada anterior, por lo que fue nombrado jugador del mes de agosto en la Championship.

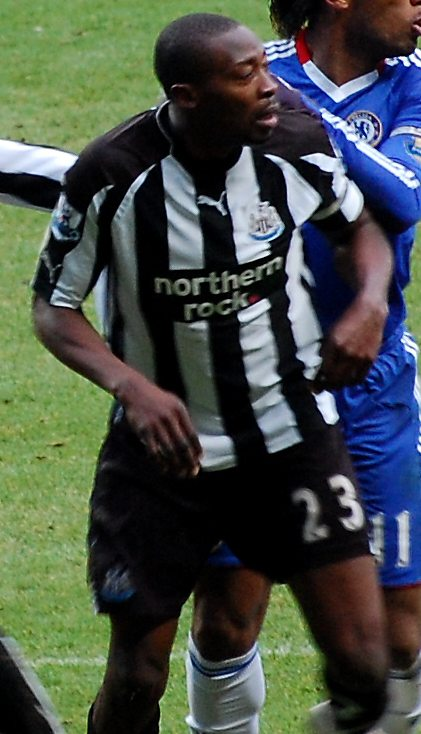
Ameobi jugando ante el Chelsea en el 2010.

Se lesionó en el triunfo del Newcastle 4–3 sobre el Huddersfield Town en la Copa Carling. La lesión lo mantuvo tres meses fuera de juego, pero en su retorno anotó frente al Coventry con un disparo de izquierda. Siguió su racha goleadora en el triunfo 2–0 sobre el Middlesbrough y en el empate a 2 goles frente al Sheffield Wednesday, marcando 8 goles en 9 partidos. Luego de ello Ameobi fue dejado al margen por una lesión a los tendones, quedándose en la banca, regresando en el partido frente al Nottingham Forest el 29 de marzo de 2010. Ameobi ingresó desde la banca en el segundo tiempo, y pronto hizo sentir su presencia, disparando en un ángulo un zurdazo en el poste para dar al Newcastle la victoria por 2-0. El 3 de abril de 2010 Ameobi marcó un gol decisivo en la victoria por 3-2 frente al Peterborough United.
El 22 de septiembre de 2010 Ameobi marcó en la sorpresiva victoria de visita frente al Chelsea en la Copa Carling. El 16 de octubre de 2010, viniendo desde la banca marcó en el empate 2-2 frente al Wigan Athletic. Luego de su buena actuación ante el Wigan, inició el siguiente partido frente al West Ham United junto a Andy Carroll haciendo que el equipo gane el partido 2-1 luego de ir perdiendo 1-0. Marcó en el siguiente partido de Liga frente al Sunderland como locales en St James' Park, ganando el partido 5-1. El 2 de enero de 2011, marcó el gol del triunfo por 1-0 frente al Wigan Athletic.
A pesar de haber sufrido de una lesión en su mejilla en febrero, lo cual requería que use una máscara, lo cual impedía su visión, jugó regularmente luego de Navidad tras la venta de Andy Carroll. El 1 de agosto de 2011 firmó una extensión de su contrato hasta el final de la temporada 2013-14.
En la temporada 2011-12 Ameobi fue enviado a la banca tras el arribo al equipo de Demba Ba y Papiss Cissé, peor 16 de octubre de 2011, en un juego en Saint James Park contra el Tottenham Hotspur, Ameobi ingresó en el minuto 71 en reemplazo de Leon Best, anotando un gran gol para sellar el empate 2 a 2. El 4 de marzo fue nuevamene a la banca en un juego contra el Sunderland, ingresando como sustituto de Papiss Cissé anotando el empate para el Newcastle, totalizando 7 goles en 12 contra dicho equipo, un récord sólo mejorado por Jackie Milburn en el Newcastle.
El 21 de febrero de 2013 anotó el único gol de partido (de penal), para asegurarse la victoria sobre el Metalist Járkov en la temporada 2012-13 F.C. Metalist Járkov.
En enero de 2015, el delantero libre de todo contrato tras extinguirse su vinculación con el Gaziantep BB de la Segunda División turca llegó a un acuerdo para su vinculación al Crystal Palace. Firma hasta el final de este ejercicio. En el curso de su carrera profesional el futuro jugador albiazul militó en Newcastle United (catorce temporadas) y Stoke City.

## Carrera internacional
Nacido en Nigeria, Ameobi tuvo un paso de 3 años por la Selección sub-21 de Inglaterra, marcando siete goles entre el 2000 y el 2003. Ameobi está empatado como el octavo mejor goleador de la Selección sub-21 de fútbol de Inglaterra.
A finales del 2009 Ameobi declaró su interés de jugar por la Selección de fútbol de Nigeria. El 14 de enero de 2011, fue anunciado en la Selección de Nigeria por primera vez para un amistoso frente a Guatemala en Estados Unidos. Se retiró como reemplazo en el partido contra Sierra Leona luego de romperse el pómulo en un partido de la Liga Premier.
El 1 de noviembre de 2011, se anunció que la FIFA habilitó a Ameobi a que juegue por Nigeria.
En octubre de 2012, el entrenador de Nigeria, Stephen Keshi, expresó su interés de convocar a Ameobi para la Copa de Naciones de África de 2013.
En noviembre de 2012, Ameobi fue convocaod por segunda vez a la selección de Nigeria en un partido contra Nigeria Venezuela. Debutó el 14 de noviembre, entrando al minuto 60 en reemplazo de su antes compañero de equipo Obafemi Martins.
Marcó su primer gol como internacional por Nigeria el 10 de septiembre de 2013 en un partido amistoso contra Burkina Faso, disputado en Kaduna, Nigeria. En noviembre de 2013, anotó su segundo gol contra Italia, en un partido amistoso disputado en el estadio Craven Cottage.
El 6 de mayo de 2014 fue incluido por el entrenador de la selección nigeriana Stephen Keshi en la lista provisional de 30 jugadores que iniciarán los entrenamientos con miras a la Copa Mundial de Fútbol de 2014. El 2 de junio se confirmó su inclusión en la nómina definitiva de 23 jugadores.

### Participaciones en Copas del Mundo
| Mundial                        | Sede   | Resultado        |
| ------------------------------ | ------ | ---------------- |
| Copa Mundial de Fútbol de 2014 | Brasil | Octavos de final |

## Estadísticas
| 2013–14                | Newcastle United       |                        | Liga Premier           | 25  | 2  | 1  | 0 | 2  | 1 | 0  | 0  | 28  | 3  | 2  | 1 |
| 2012–13                | Newcastle United       |                        | Liga Premier           | 23  | 1  | 1  | 0 | 1  | 0 | 10 | 3  | 35  | 4  | 7  | 1 |
| 2011–12                | Newcastle United       |                        | Liga Premier           | 27  | 2  | 2  | 0 | 1  | 0 | 0  | 0  | 30  | 2  | 3  | 0 |
| 2010–11                | Newcastle United       |                        | Liga Premier           | 28  | 6  | 0  | 0 | 2  | 3 | –  | –  | 30  | 9  | 3  | 0 |
| 2009–10                | Newcastle United       |                        | Championship           | 18  | 10 | 2  | 0 | 1  | 1 | –  | –  | 21  | 11 | 2  | 0 |
| 2008–09                | Newcastle United       |                        | Liga Premier           | 22  | 4  | 0  | 0 | 0  | 0 | –  | –  | 22  | 4  | 1  | 0 |
| 2007–08                | Stoke City             | Sí                     | Championship           | 6   | 0  | 0  | 0 | 0  | 0 | –  | –  | 6   | 0  | 2  | 0 |
| 2007–08                | Newcastle United       |                        | Liga Premier           | 6   | 0  | 0  | 0 | 2  | 0 | –  | –  | 8   | 0  | 0  | 0 |
| 2006–07                | Newcastle United       |                        | Liga Premier           | 12  | 3  | 0  | 0 | 0  | 0 | 4  | 2  | 16  | 5  | 1  | 0 |
| 2005–06                | Newcastle United       |                        | Liga Premier           | 30  | 9  | 3  | 0 | 0  | 0 | 1  | 0  | 34  | 9  | 5  | 0 |
| 2004–05                | Newcastle United       |                        | Liga Premier           | 31  | 2  | 5  | 3 | 2  | 1 | 7  | 1  | 45  | 7  | 6  | 1 |
| 2003–04                | Newcastle United       |                        | Liga Premier           | 26  | 7  | 1  | 0 | 1  | 0 | 13 | 3  | 41  | 10 | 2  | 0 |
| 2002–03                | Newcastle United       |                        | Liga Premier           | 28  | 5  | 1  | 0 | 0  | 0 | 10 | 3  | 39  | 8  | 4  | 0 |
| 2001–02                | Newcastle United       |                        | Liga Premier           | 15  | 0  | 1  | 0 | 3  | 2 | 6  | 3  | 25  | 5  | 3  | 0 |
| 2000–01                | Newcastle United       |                        | Liga Premier           | 20  | 2  | 2  | 0 | 0  | 0 | –  | –  | 22  | 2  | 0  | 0 |
| Total Newcastle United | Total Newcastle United | Total Newcastle United | Total Newcastle United | 311 | 53 | 19 | 3 | 15 | 8 | 51 | 15 | 396 | 79 | 37 | 2 |
| Total carrera          | Total carrera          | Total carrera          | Total carrera          | 317 | 48 | 15 | 3 | 11 | 7 | 41 | 12 | 402 | 70 | 39 | 1 |

(datos al 11 de mayo de 2014)

## Honores
Newcastle United
- Football League Championship: 2010
- Copa Intertoto: 2006

## Vida personal
Es el hermano mayor de los futbolistas Tomi Ameobi y Sammy Ameobi.
Su padre, el doctor John Ameobi, es pastor de la Iglesia Apostólica de Newcastle, una Iglesia Pentecostal. Todos los hermanos son fieles de la misma Iglesia. Ameobi está en la junta de referencia de la CSW, una organización que trabaja para la libertad religiosa a través de defensa de los derechos humanos.